# E49号線
E49号線 (E49ごうせん、英: European route E49) はヨーロッパを南北に結ぶ欧州自動車道路のAクラス幹線道路。
ドイツのマクデブルクを基点にオーストリアのウィーンまでを結ぶ。

## 経路

### 経過する主要都市
- ドイツ
  - E30号線 - マクデブルク
  - ハレ
  - E441号線 - プラウエン
- チェコ
  - ヴォイタノフ（英語版）
  - E48号線,E442号線 - カルロヴィ・ヴァリ
  - E50号線,E53号線 - プルゼニ
  - E55号線,E551号線 - チェスケー・ブジェヨヴィツェ
  - トシェボニ（英語版）
  - ハラームキ（英語版）
- オーストリア
  - E58号線,E59号線,E60号線,E461号線 - ウィーン